# Scooch
Scooch ist eine vierköpfige Dance-Popgruppe aus dem Vereinigten Königreich.

## Bandgeschichte
Die Band wurde in den Jahren 1999/2000 in ihrer Heimat durch mehrere Pophits bekannt. Die „Väter“ der gecasteten Gruppe waren Mike Stock und Matt Aitken, zwei Drittel des einstigen Erfolgskomponistentrios Stock Aitken Waterman. Nach einer mehrjährigen kreativen Pause hat Scooch am 12. Mai 2007 ihr Heimatland beim Eurovision Song Contest in Helsinki mit dem Song Flying The Flag (For You) vertreten, erreichte aber nur den vorletzten Platz.

## Mitglieder
- Natalie Powers (* 1977)
- Caroline Barnes (* 1979)
- David Ducasse (* 1978)
- Russ Spencer (* 1980)

## Diskografie

### Alben
- 2000: Four Sure
- 2000: Welcome to the Planet Pop (Veröffentlichung: nur in Japan)

### Singles
- 1999: When My Baby
- 2000: More Than I Needed To Know
- 2000: The Best Is Yet To Come
- 2000: For Sure
- 2007: Flying the Flag (for you)